# Petrom
Petrom est une compagnie pétrolière roumaine, leader en Roumanie et dans plusieurs pays de l'Europe de l'Est.

## Histoire
Le nom « Petrom » est la juxtaposition des mots petrol et România.
En 2004, Petrom est privatisé par le gouvernement roumain et est vendu en 2005 à l'autrichien OMV. Cette transaction reste à ce jour la plus grande privatisation de l'histoire de la Roumanie. OMV contrôle 51 % de Petrom. Les autres actionnaires sont l'État roumain à hauteur de 40,74 %, la  Banque européenne pour la reconstruction et le développement (BERD) avec 2,03 %, et divers actionnaires qui contrôlent 6,23 %.
En dehors de la Roumanie, la compagnie étend ses activités en Bulgarie, Serbie, Hongrie, Moldavie, Kazakhstan, Iran, Maroc et en Russie. En Moldavie, Petrom possède 73 stations-service, qui en fait la deuxième compagnie du pays après Lukoil. En Hongrie il y a deux stations-service Petrom.
Petrom possédait jusqu'en 2005 six plateformes pétrolières ; cinq de ses plateformes (GSP Atlas, GSP Jupiter, GSP Orizont, GSP Prometeu et GSP Saturn) ont par la suite été vendues à Grup Servicii Petroliere pour 100 millions de dollars.

## Économie
Petrom a un chiffre d'affaires de 3 milliards d'euros pour l'année 2009.
En mai 2010, le capital de la compagnie est de 4 milliards d'euros.

## Controverses sur la privatisation de l'entreprise
La privatisation de Petrom a eu lieu au cours des derniers mois du gouvernement d'Adrian Năstase. En décembre 2004, OMV a obtenu de 51 % des actions de la société.
Les principaux journaux roumains ont publié des articles critiquant la privatisation de Petrom, au motif que des mesures de dernière minute non annoncées ont donné à Petrom toutes les réserves de pétrole et de gaz de Roumanie juste avant la signature du contrat de privatisation. Il a été affirmé que cette décision a donné à OMV, le contrôle des ressources d'hydrocarbures du pays.
En conséquence, OMV Petrom détient un monopole de facto sur la production pétrolière de la Roumanie. De plus, l'État n'a pas imposé de clauses de contrôle des prix dans le contrat de privatisation, de sorte que le pétrole produit en Roumanie est vendu en Roumanie au même prix que le pétrole importé.